# Étoile de Bessèges 2008
La 38e édition de la course cycliste Étoile de Bessèges a eu lieu du 6 février au 10 février 2008.

## Les étapes
| Détail    | Date       | Villes étapes                         | km  | Vainqueur d'étape | Leader du classement général |
| 1re étape | 6 février  | Le Grau-du-Roi - Le Grau-du-Roi       | 154 | Jan Kuyckx        | Jan Kuyckx                   |
| 2e étape  | 7 février  | Nîmes - St-Ambroix                    | 149 | Stefan van Dijk   | Jan Kuyckx                   |
| 3e étape  | 8 février  | La Grand-Combe - Les Salles-du-Gardon | 138 | Yury Trofimov     | Yury Trofimov                |
| 4e étape  | 9 février  | Les Fumades - Les Fumades             | 151 | Angelo Furlan     | Yury Trofimov                |
| 5e étape  | 10 février | Gagnières - Bessèges                  | 145 | Borut Božič       | Yury Trofimov                |

## Classement général
| Classement général final | Classement général final | Classement général final | Classement général final | Classement général final |
| ------------------------ | ------------------------ | ------------------------ | ------------------------ | ------------------------ |
| 1.                       | Yury Trofimov            | Russie                   | 14 h 37 min 34 s         | Bouygues Telecom         |
| 2.                       | Gianni Meersman          | Belgique                 | 52 s                     | La Française des jeux    |
| 3.                       | Pierrick Fédrigo         | France                   | 57 s                     | Bouygues Telecom         |
| 4.                       | Nicolas Jalabert         | France                   | 1 min 01 s               | Agritubel                |
| 5.                       | Bert De Waele            | Belgique                 | 1 min 06 s               | Landbouwkrediet          |
| 6.                       | Frederik Veuchelen       | Belgique                 | 1 min 08 s               | Topsport Vlaanderen      |
| 7.                       | Benny De Schrooder       | Belgique                 | 1 min 12 s               | An Post-Sean Kelly       |
| 8.                       | Jens Renders             | Belgique                 | 1 min 11 s               | Topsport Vlaanderen      |
| 9.                       | Frédéric Amorison        | Belgique                 | 1 min 11 s               | Landbouwkrediet          |
| 10.                      | Jonathan Hivert          | France                   | 1 min 11 s               | Crédit agricole          |